# Anguliphantes zygius
Anguliphantes zygius är en spindelart som först beskrevs av Andrei V. Tanasevitch 1993.  Anguliphantes zygius ingår i släktet Anguliphantes och familjen täckvävarspindlar. Inga underarter finns listade i Catalogue of Life.